# 宮坂考古館
宮坂考古館（みやさかこうこかん）は、山形県米沢市に所在する山形県の登録博物館。事業主体は、公益財団法人宮坂考古館。開設者である宮坂善助前館長が収集した主に米沢地方の考古、歴史、民俗資料700点余を収蔵している。収蔵品には米沢藩関係の文化財が含まれている。

## 主な収蔵品
- 浅葱絲威黒皺韋包板物二枚胴具足（あさぎいとおどし くろしぼかわづつみいたもの にまいどうぐそく）伝・上杉景勝所用
- 浅葱絲威錆色塗切付札二枚胴具足（あさぎいとおどし さびいろぬり きっつけざね にまいどうぐそく）伝・直江兼続所用。最上の役で着用と伝わる。
- 朱漆塗紫絲素掛威五枚胴具足（しゅうるしぬり むらさきいとすがけおどし ごまいどうぐそく）伝・前田慶次郎所用
- 上杉家十七槍　山内上杉家以来の重宝で出陣の武鍗式の際に用いられた。
- 米沢筒　直江兼続が米沢で製作させた火縄銃。大口径から各種あり。
- 鎖帷子　赤穂浪士が吉良邸内に脱ぎ捨てていったと伝わる鎖帷子。
- 最上川舟運図屏風 古泉斎筆

## 所在地
- 山形県米沢市東1-2-24

## 交通
- JR米沢駅から徒歩5分。駐車場10台。

## 開館時間・休館日
- 開館時間:4月 - 9月 10:00 - 17:00、10月 - 3月 10:00 - 16:00
- 休館日 - 月曜日、祝祭日の翌日、年末年始
- 入館は有料